# Tranzitul lui Venus din 2004

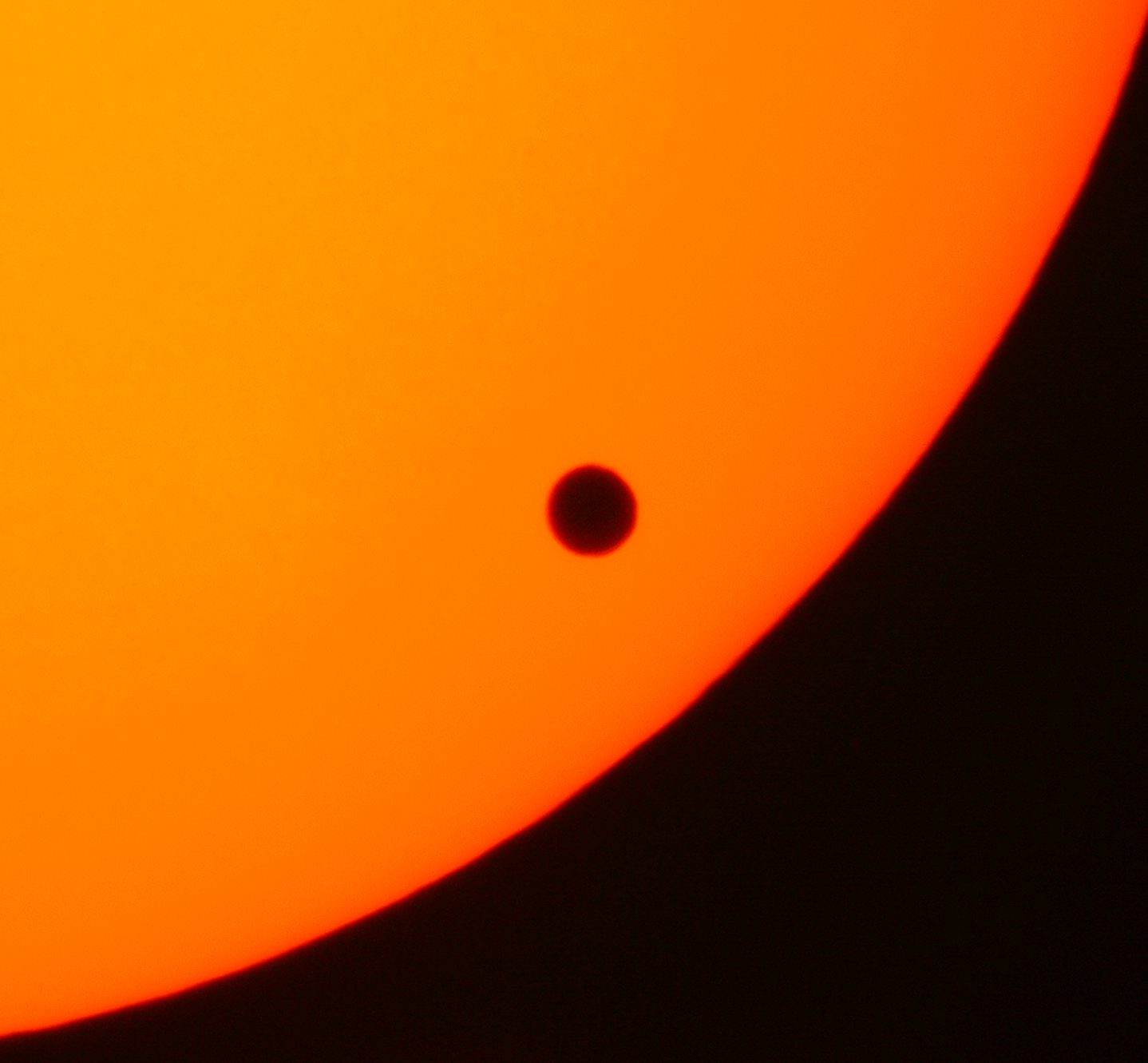
Imagine a tranzitului lui Venus din 2004

Tranzitul lui Venus din 2004, observat pe Terra s-a produs la 8 iunie. Evenimentul a primit o atenție deosebită, întrucât era primul tranzit al lui Venus din secolul al XXI-lea, precum și primul tranzit al lui Venus produs după apariția telecomunicațiilor în masă. Tranzitul precedent se produsese la 6 decembrie 1882.
S-a produs în urmă cu 20 ani, 290 zile.

## Vizibilitate

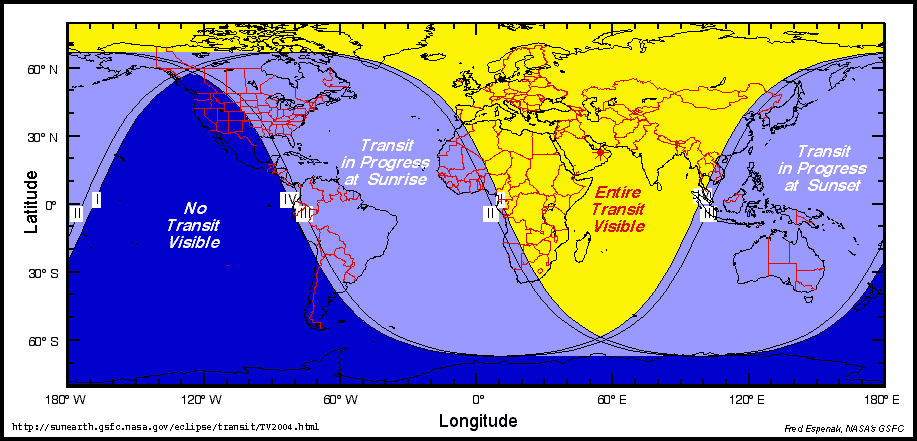
Harta tranzitului din 2004

Acest tranzit a fost vizibil în întregime din Europa, Asia, Africa, în timp ce doar sfârșitul tranzitului a fost vizibil din America de Nord. Nu a putut fi observat din Vestul Americii de Nord, precum și din Hawaii și din Noua Zeelandă, care erau cufundate în întuneric.

## Desfășurarea tranzitului
Momentele diferitelor etape, respectiv: primul contact, a doilea contact, mijlocul tranzitului, al treilea contact și al patrulea contact din timpul tranzitului de la 8 iunie 2004, pentru un observator ipotetic plasat în centrul Pământului, sunt indicate în tabelul următor. Fenomenul de paralaxă schimbă aceste valori cu cel puțin ±7 minute, potrivit observației de la suprafața Pământului. 

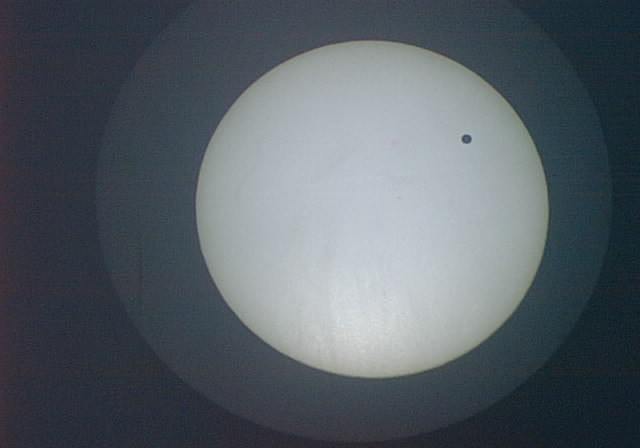
Tranzitul din 2004 văzut din Bengaluru, la ora 07:41 UTC, la circa 2 ore de la începerea tranzitului. Imaginea este inversată comparată cu diagrama de mai sus, deoarece este dată de telescop, și nu prin vedere directă.

| Orele (UTC) etapelor tranzitului din 8 iunie 2004 | Orele (UTC) etapelor tranzitului din 8 iunie 2004 | Orele (UTC) etapelor tranzitului din 8 iunie 2004 | Orele (UTC) etapelor tranzitului din 8 iunie 2004 | Orele (UTC) etapelor tranzitului din 8 iunie 2004 |
| I                                                 | II                                                | Mij                                               | III                                               | IV                                                |
| ------------------------------------------------- | ------------------------------------------------- | ------------------------------------------------- | ------------------------------------------------- | ------------------------------------------------- |
| 05:13:29                                          | 05:32:55                                          | 08:19:44                                          | 11:06:33                                          | 11:25:59                                          |
|                                                   |                                                   |                                                   |                                                   |                                                   |